# Чемпионат России по футболу в залах
Первый чемпионат России по футзалу прошёл в 1993 году. До этого в 1991 году был проведён пробный чемпионат СССР, в котором победу одержал таллинский «Маяк». В 1992 году прошёл чемпионат СНГ — победителем стал минский клуб «Атлант».

## Призёры 1991—2014
| Сезон     | 1 место                   | 2 место                         | 3 место                   |
| --------- | ------------------------- | ------------------------------- | ------------------------- |
| 1990/1991 | Маяк (Таллин)             | ?                               | ?                         |
| 1991/1992 | Атлант (Минск)            | Алмаз (Мирный)                  | Фиеста-Форум (Кингисепп)  |
| 1992/1993 | Полигран (Москва)         | Алмаз (Мирный)                  | Фиеста-Форум (Кингисепп)  |
| 1993/1994 | Спартак (Москва)          | Фиеста-Форум (Кингисепп)        | Алмаз (Мирный)            |
| 1994/1995 | Полигран (Москва)         | Спартак (Москва)                | Алмаз (Мирный)            |
| 1995/1996 | Концентрат (Нерюнгри)     | Полигран (Москва)               | Спартак (Москва)          |
| 1996/1997 | Спартак (Москва)          | Полигран (Москва)               | Концентрат (Нерюнгри)     |
| 1997/1998 | Полигран (Москва)         | Алмаз (Мирный)                  | Спартак (Москва)          |
| 1998/1999 | Спартак (Москва)          | Полигран (Москва)               | Ворто-Спартак-2 (Москва)  |
| 1999/2000 | Спартак (Москва)          | Полигран (Москва)               | Алмаз (Мирный)            |
| 2000/2001 | Алмаз (Мирный)            | Спартак (Москва)                | Титан (Москва)            |
| 2001/2002 | Полигран (Москва)         | Спартак (Москва)                | Алмаз-Алроса (Мирный)     |
| 2002/2003 | Полигран (Москва)         | Алмаз-Алроса (Мирный)           | Концентрат (Нерюнгри)     |
| 2003/2004 | Алмаз-Алроса (Мирный)     | Концентрат (Нерюнгри)           | Полигран-Внуково (Москва) |
| 2004/2005 | Концентрат (Нерюнгри)     | Динамо (Москва)                 | Алмаз-Алроса (Мирный)     |
| 2005/2006 | Динамо (Москва)           | Концентрат (Нерюнгри)           | Алмаз-Алроса (Мирный)     |
| 2006/2007 | Концентрат (Нерюнгри)     | Алмаз-Алроса (Мирный)           | Динамо (Москва)           |
| 2007/2008 | Концентрат (Нерюнгри)     | Алмаз-Алроса (Мирный)           | Зоркий (Красногорск)      |
| 2008/2009 | Динамо (Москва)           | Волготрансгаз (Нижний Новгород) | СКО-Дэдди (Калининград)   |
| 2009/2010 | Волхов (Великий Новгород) | СКО-Дэдди (Калининград)         | Подводник (Ярославль)     |
| 2010/2011 | Подводник (Ярославль)     | Волга (Саратов)                 | Волхов (Великий Новгород) |
| 2011/2012 | Динамо (Москва)           | Авента (Москва)                 | Любители (Москва)         |
| 2012/2013 | Волга (Саратов)           | Динамо (Москва)                 | Спартак (Москва)          |
| 2013/2014 | Динамо (Москва)           | Восток-Сервис (Видное)          | Волга (Саратов)           |

## Титулы 1993—2014
| Клуб          | Победы                           |
| ------------- | -------------------------------- |
| МСХА-Полигран | 5 (1993, 1995, 1998, 2002, 2003) |
| Динамо        | 4 (2006, 2009, 2012, 2014)       |
| Концентрат    | 4 (1996, 2005, 2007, 2008)       |
| Спартак       | 4 (1994, 1997, 1999, 2000)       |
| Алмаз-Алроса  | 2 (2001, 2004)                   |
| Волхов        | 1 (2010)                         |
| Подводник     | 1 (2011)                         |
| Волга         | 1 (2013)                         |

## Призёры с 2015
В сезоне 2014/2015 в российском футзале произошел раскол, в результате которого образовалось две самостоятельные федерации — Федерация футзала России (ФФР) и Межрегиональная федерация футзала (МФФ; с 2024 года — Общероссийская федерация футбола в залах, ОФФЗ), каждая из которых проводит самостоятельные турниры, именуемые Чемпионатами России, ведущие отчет с 1993 года.
| Год  | 1 место            | 2 место            | 3 место                                 |
| ---- | ------------------ | ------------------ | --------------------------------------- |
| 2015 | Динамо (Москва)    | Спартак (Москва)   | Спартак (Люберцы, Московская область)   |
| 2016 | Матадор (Владимир) | Динамо (Москва)    | Красноармейск (Московская область)      |
| 2017 | Матадор (Владимир) | Динамо (Москва)    | Альфа (Владимир)                        |
| 2018 | Динамо (Москва)    | Матадор (Владимир) | Альфа (Владимир)                        |
| 2019 | Динамо (Москва)    | Матадор (Владимир) | Динамо (Московская область)             |
| 2020 | Динамо (Москва)    | Столица (Москва)   | Луч (Сергиев-Посад, Московская область) |
| 2021 | Столица (Москва)   | Динамо (Москва)    | Альфа (Владимир)                        |
| 2022 | Динамо (Москва)    | Столица (Москва)   | КПРФ (Владимир)                         |
| 2023 | Динамо (Москва)    | СК МУППИ (Москва)  |                                         |
| 2024 | Динамо (Москва)    | Ютекс (Камешково)  | Альфа (Владимир)                        |
| 2025 | Столица (Москва)   | Динамо (Москва)    | Элемент (Дубна)                         |

| Год  | 1 место                               | 2 место                               | 3 место                               |
| ---- | ------------------------------------- | ------------------------------------- | ------------------------------------- |
| 2015 | Волга (Саратов)                       | Подводник (Ярославль)                 | Торпедо-МАМИ (Москва)                 |
| 2016 | Медведь (Ярославль)                   | Волга (Саратов)                       | ФЗК Егорьевск (Московская область)    |
| 2017 | Торпедо-МАМИ (Москва)                 | Спартак (Москва)                      | Волга (Саратов)                       |
| 2018 | Торпедо-МАМИ (Москва)                 | Спартак (Москва)                      | Феникс (Екатеринбург)                 |
| 2019 | Торпедо-МАМИ (Москва)                 | Гефест (Москва)                       | Спартак (Москва)                      |
| 2020 | Не проводился из-за пандемии COVID-19 | Не проводился из-за пандемии COVID-19 | Не проводился из-за пандемии COVID-19 |
| 2021 | Волга (Саратов)                       | Спартак (Москва)                      | НПК Групп (Санкт-Петербург)           |
| 2022 | НПК Групп (Санкт-Петербург)           | Реал Спорт (Москва)                   | Дружина (Калужская область)           |